# Filialkirche St. Agnes (Völkermarkt)

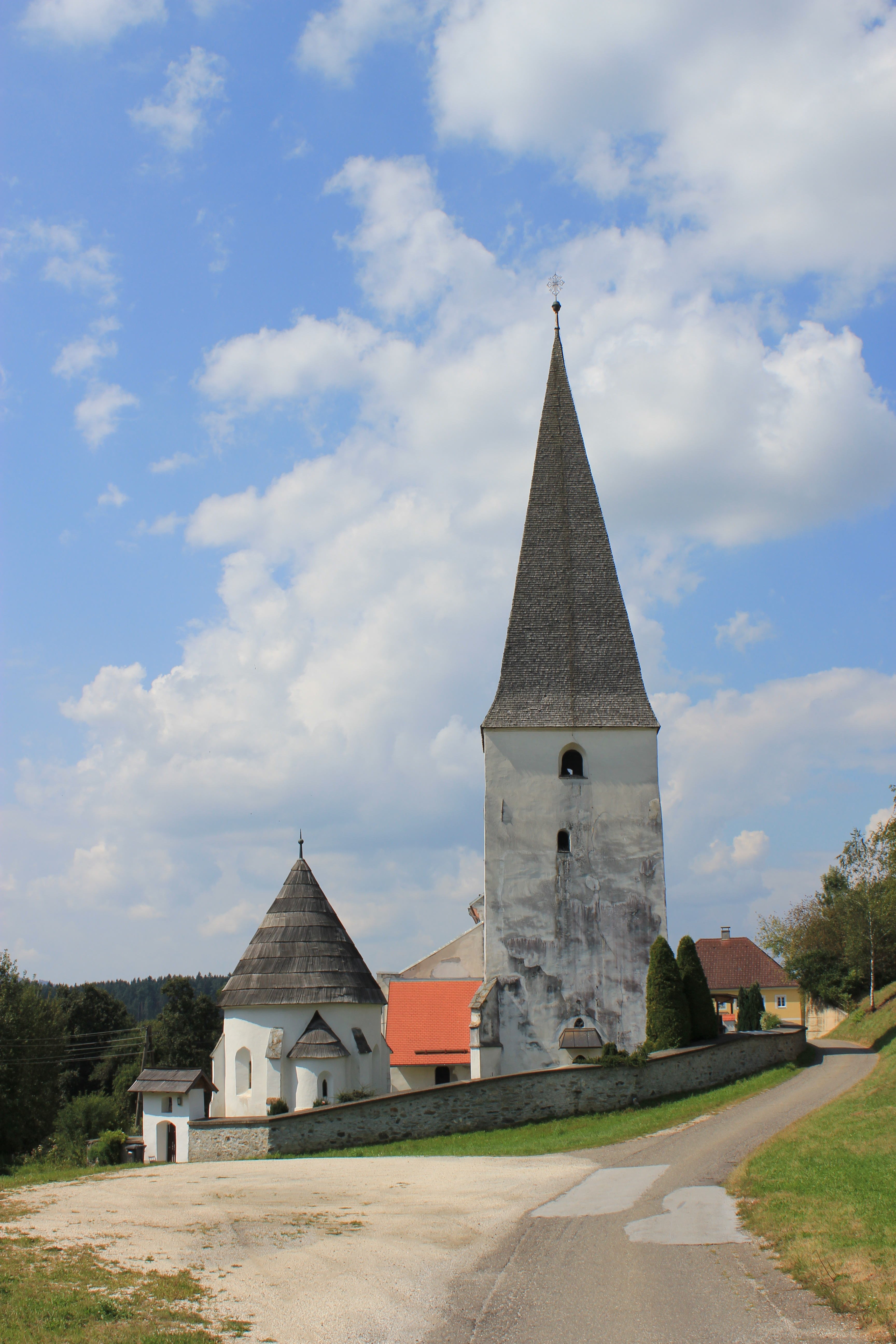
Ostansicht

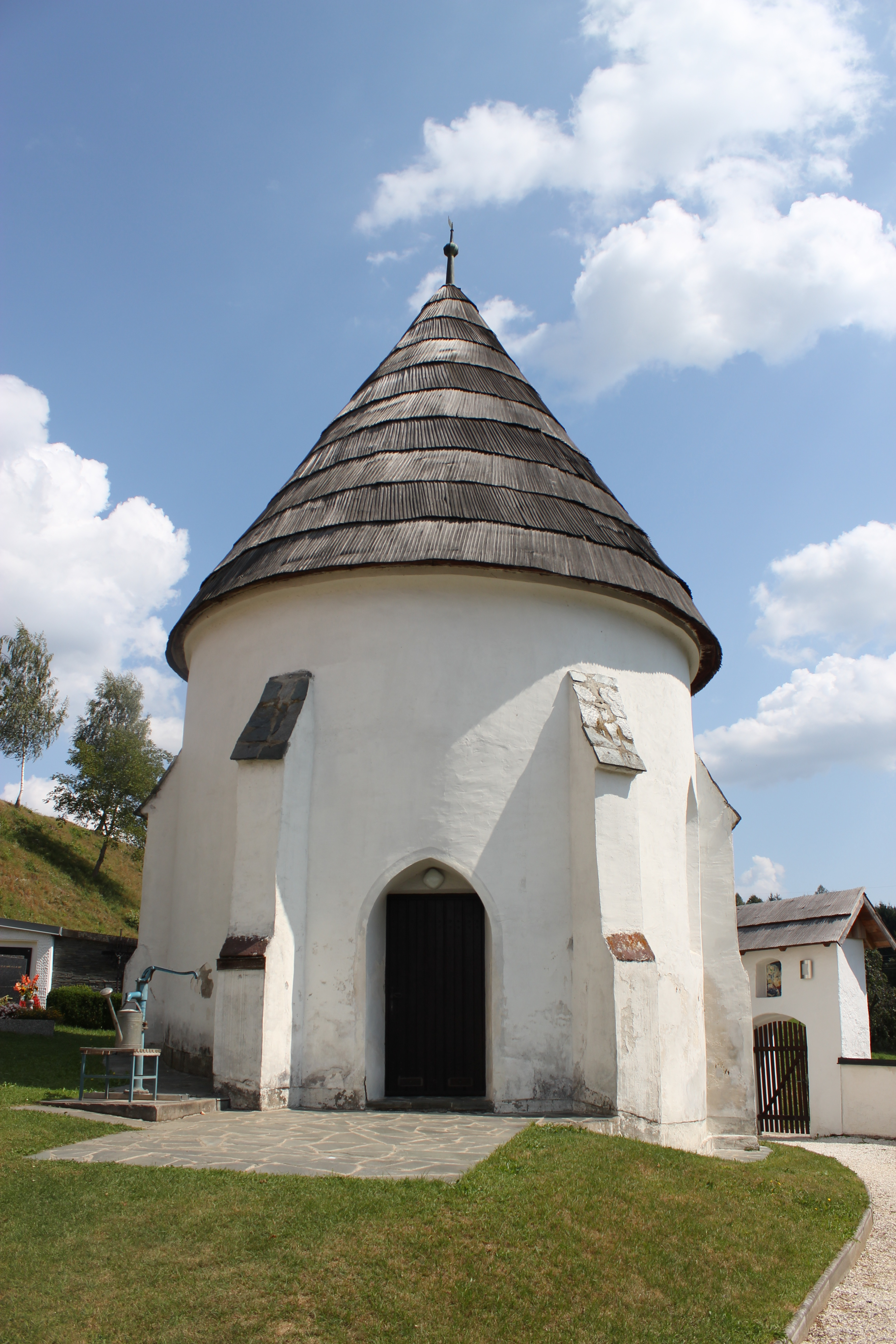
Karner

Die Filialkirche St. Agnes im Dorf St. Agnes in der Gemeinde Völkermarkt gehört zur Pfarre St. Ruprecht in Völkermarkt. Sie fand erstmals 1332 im Pfründeverzeichnis des Völkermarkter Kollegiatkapitels Erwähnung.

## Baubeschreibung
Die romanische Chorturmkirche stammt im Kern aus dem zweiten Drittel des 13. Jahrhunderts. Das einschiffige Langhaus wurde Anfang des 16. Jahrhunderts zur dreischiffigen Halle umgestaltet. Dabei wurde das ursprüngliche Schiff in ein Mittelschiff und ein nördliches Seitenschiff unterteilt und das südliche Seitenschiff neu errichtet. Weitere Veränderungen erfuhr die Kirche im 18. Und im 19. Jahrhundert sowie nach 1889. Vom romanischen Bau sind der Chorturm und wahrscheinlich die nördliche Langhauswand erhalten. Die romanischen Zwillingsfenster im dritten Turmgeschoß wurden vermauert, das gotische Glockengeschoß, der spitze Pyramidenhelm und die Strebepfeiler des Turmes stammen aus dem 14. Jahrhundert. Die drei Schiffe des Langhauses standen ursprünglich unter einem gemeinsamen Satteldach, nach 1889 wurden die Giebelmauern über dem Mittelschiff erhöht und die Seitenschiffe mit Pultdächern versehen. Spätgotische Strebepfeiler stützen die Langhaussüdseite. Die Sakristei ist südlich des Turmes angebaut. Die westliche Vorlaube wurde 1895 errichtet. Ein spätgotisches Westportal mit Kielbogen führt in das südliche Seitenschiff.
Im Inneren öffnen spitzbogig abgefaste Scheidbögen das Mittelschiff zu den Seitenschiffen. Das Tonnengewölbe mit Stichkappen entstand im 18. oder 19. Jahrhundert. Die zweiachsige Westempore von 1816 umfasst nur das Mittelschiff. Der profilierte, gotische Triumphbogen steht in der ursprünglichen Mittelachse der Kirche. Das querrechteckige Chorjoch besitzt ein Kreuzrippengewölbe aus dem frühen 14. Jahrhundert und gotische Maßwerkfenster. Die reich gerahmte, spätgotische Sakramentsnische mit Rosettengitter weist im Tympanon des Kielbogens eine Vera-Icon-Darstellung auf. 
Von den gotischen Wand- und Gewölbemalereien im Chor haben sich Vorzeichnungen und Reste der ursprünglichen Farbigkeit erhalten. An der Südwand sind Kreuztragung, Kreuzigung, Himmelfahrt, Auferstehung sowie fragmentierte Szenen aus der Agneslegende dargestellt. Im Gewölbe sind die Personifikationen der vier Elemente (auf Stier, Fisch, Drachen und Salamander reitende kleine nackte Gestalten) sowie zwei Engel, Sonne und Mond, darüber die vier Evangelisten und Kirchenväter wiedergegeben.

## Ausstattung
Der Hochaltar aus der Mitte des 18. Jahrhunderts zeigt im Altarblatt die heilige Agnes. Seitlich stehen die heiligen Odilia und Helena sowie zwei männliche Heilige. Das Mittelbild am linken Seitenaltar aus dem ersten Viertel des 18. Jahrhunderts mit der Darstellung der Marienkrönung wird flankiert von den heiligen Georg und Isidor.
Der Wandaltar aus dem letzten Viertel des 17. Jahrhunderts besteht aus einer Ädikula mit seitlichen Konsolfiguren über massivem Sockel und einem gesprengten Segmentgiebel mit einer Monstranz auf kleinem Sockel als Bekrönung. Mittelpunkt des Altars bildet eine Kreuzigungsgruppe mit Maria und Johannes, arme Seelen im Fegefeuer und Engeln, die das Blut Christi in Kelchen auffangen.
Der gemauerte Kanzelkorb stammt vermutlich aus der ersten Hälfte des 18. Jahrhunderts. Der achteckige Taufstein mit apotropäischen Köpfen am oberen Beckenrand entstand um 1480.

## Karner
Der Karner aus dem 13. Jahrhundert ist ein Rundbau mit Halbkreisapsis über abgetreppter Konsole, Strebepfeilern, sechsteiligem Rippengewölbe und Lanzettfenster. Die um 1320/30 geschaffenen Wand- und Gewölbemalereien wurden 1976 freigelegt und zeigen die Heiligen Drei Könige, die Geburt Christi und die Darstellung des Herrn.